# فرودگاه نیروی هوایی سلطنتی پولتون
فرودگاه نیروی هوایی سلطنتی پولتون (به انگلیسی: RAF Poulton) یک فرودگاه نظامی است که یک باند فرود بتن دارد و طول باند آن ۱۸۰۰ متر است. این فرودگاه در کشور انگلستان قرار دارد و در ارتفاع ۱۵ متری از سطح دریا واقع شده است.